# Mondariz
Mondariz ist eine galicische Gemeinde in der Provinz Pontevedra im Nordwesten Spaniens mit 4.425 Einwohnern (Stand: 2024). 

## Geografie
Die Gemeinde liegt am Fuße des südwestlichen Abhangs der Sierra de El Suído, im Süden der Provinz Pontevedra. Im Norden grenzt es an die Gemeinde Fornelos de Montes und Pazos de Borbén; im Osten an Covelo; im Süden an La Cañiza und Salvatierra de Miño und im Westen an Mondariz-Balneario, Puenteareas und Pazos de Borbén.

## Gemeindegliederung
Die Gemeinde Mondariz ist in zwölf Parroquias gegliedert:
| Parroquias  | Patrozinium | Einwohner 2024 | Fläche km² | Dichte Einw./km² | Höhe msnm | Ortskennzahl |
| ----------- | ----------- | -------------- | ---------- | ---------------- | --------- | ------------ |
| Frades      | San Martíño | 309            | 3,01       | 103              | 100       | 36030010000  |
| Gargamala   | Santa María | 264            | 15,58      | 17               | 279       | 36030020000  |
| Lougares    | San Fiz     | 300            | 7,15       | 42               | 95        | 36030030000  |
| Meirol      | Santo André | 206            | 3,87       | 53               | 294       | 36030040000  |
| Mondariz    | Santa Baia  | 1.410          | 7,22       | 195              | 134       | 36030050000  |
| Mouriscados | San Cibrán  | 238            | 7,88       | 30               | 388       | 36030060000  |
| Queimadelos | Santa María | 93             | 2,09       | 44               | 238       | 36030070000  |
| Riofrío     | San Miguel  | 433            | 3,94       | 110              | 64        | 36030080000  |
| Sabaxáns    | San Mamede  | 332            | 11,89      | 28               | 274       | 36030090000  |
| Toutón      | San Mateo   | 259            | 11,60      | 22               | 333       | 36030100000  |
| Vilar       | San Mamede  | 251            | 3,70       | 68               | 91        | 36030110000  |
| Vilasobroso | San Martiño | 349            | 4,42       | 79               | 256       | 36030120000  |

## Wirtschaft
| Ackerbau, Viehzucht und Fischerei                                                  | 032   | 02,03  |
| Industrie                                                                          | 0341  | 021,62 |
| Bauwirtschaft                                                                      | 0143  | 09,07  |
| Dienstleistungsbetriebe                                                            | 1.061 | 067,28 |
| Total                                                                              | 1.577 | 100,00 |
| * Daten aus dem Statistischen Amt für Wirtschaftliche Entwicklung in Galicien, IGE |       |        |

## Sehenswürdigkeiten
- Burg Sobroso
- Brücke von Cernadela